# ますだおかだ増田のラジオハンター!
『ますだおかだ増田のラジオハンター!』は、2021年9月30日から朝日放送ラジオ（ABCラジオ）で毎週木曜日の12:00 - 15:00に放送されている生ワイド番組。略称は『ラジハン』で、増田英彦（ますだおかだ）の冠番組でもある。

## 概要
2010年4月から11年半にわたって「ABCパワフルアフタヌーン」枠で週に2日（水・木曜日に）放送されてきた『桑原征平粋も甘いも』から、木曜分の放送枠を継承。ABCラジオの『よなよな…』で2018年4月から2021年9月の番組終了まで火曜日にパーソナリティを務めていた増田と、2010年4月から（休演期間をはさんで）9年半にわたって平日の夕方に冠生ワイド番組（『武田和歌子のぴたっと。』）のパーソナリティを任されていた武田和歌子（朝日放送テレビアナウンサー）が、「（放送開始の時点で）中年の既婚者にして大の阪神タイガースファン」という共通の目線に沿って直近のニュースや阪神の話題などを語り合う。
増田は（ABCラジオを含む）複数のラジオ局において番組のパーソナリティを単独（または相方の岡田圭右とのコンビ）で多々経験しているが、平日午後帯の生ワイド番組には初めてレギュラーで出演。武田が平日午後帯の生ワイド番組にレギュラーで出演することは、『武田和歌子のぴたっと。』の終了（2020年10月1日）以来およそ2年振りである。

## 出演者
- 増田英彦（ますだおかだ）
  - 浜田省吾の大ファンであることをかねてから公言している縁で、番組のスタートに際しては、浜田の楽曲の1つである「光と影の季節」の未発表バージョン（サウンドトラック）をテーマソングとして無償で使用することがリリース元のソニーミュージックから特別に認められた[2]。
  - 当番組の出演前から、毎週水曜日には『かんさい情報ネットten.』（読売テレビが平日の夕方に放送している関西ローカル向けの報道・情報番組）へ出演。木曜日には『関西ラジオワイド』（NHK大阪放送局がNHKラジオ第1で平日の夕方に編成している近畿広域圏向けの生放送番組）で「増田英彦夕刊ポエム」という冠コーナーを隔週ペースで担当していて、当番組の開始後も、『関西ラジオワイド』が編成される週には当番組に続いて出演している。
  - 2023年9月14日には、当番組の本番後に『ゴゴスマ』（本来は毎週金曜日に名古屋市のCBCテレビ本社スタジオから出演している同局制作の生放送番組、関西地方では毎日放送が大半の時間帯に同時ネットを実施）へ電話で出演すると、夕方から『ABCフレッシュアップベースボール』の阪神対読売ジャイアンツ（巨人）戦（阪神甲子園球場でのナイトゲーム）関西ローカル向け中継（実況：山下剛、解説：下柳剛）に5回裏の終了までゲスト出演。阪神がこの試合での勝利によって2005年以来18年振りのセントラル・リーグ優勝を決めたことを受けて、試合後にはスカイA（朝日放送グループが運営するCS放送のスポーツ専門チャンネル）の阪神優勝記念特別番組（朝日放送グループ本社のスタジオから翌15日未明の3:00まで生放送）と『緊急放送! おめでとうタイガース!今夜はおはパソARE虎騒ぎ』（朝日放送ラジオにおける阪神の優勝記念特別番組）にも相次いで登場した。
  - 2023年12月7日には、体調不良を理由に前日（6日）から来阪を見合わせていたため、『武田和歌子のぴたっと。』最終盤の木曜パートナーだった桂吉弥が急遽代演。吉弥は代演の時点で金曜日の午前中に『きっちり!まったり!桂吉弥です』（通称『きちまり』）・土曜日の午前中に『征平・吉弥の土曜も全開!!』（いずれも朝日放送ラジオの生ワイド番組）のパーソナリティを担当していたが、代演の翌朝（12月8日）には『きちまり』へ通常どおり出演した[3]。
    - 2023年12月7日は「ABCラジオ　スペシャルAREウイーク」（関西地区における2023年最後の聴取率調査週間）の期間中であったため、当番組では増田の出演を前提に、阪神の三塁手として一時代を築いていた掛布雅之（MBSラジオなどの野球解説者で阪神電気鉄道の「HLT＜＝Hanshin Legend Teller＞」）をゲストに迎えることを告知していた。もっとも、吉弥も大の阪神ファンであることをかねてから公言しているため、当日の代演によって掛布との共演が14時台に実現した。
- 武田和歌子（朝日放送テレビアナウンサー）
  - 今後の放送へ迎える予定のゲストを告知すること目的に朝日放送ラジオで放送されるCMでは、「『うさみみちゃん』という女子高校生風のキャラクター（または『うさみみちゃんのママ』）に扮して増田を翻弄する」との演出を施したバージョンが、2022年に相次いで制作されていた。
  - 2022年4月7日放送分では、武田の夫（同僚アナウンサーで『緊急放送! おめでとうタイガース!今夜はおはパソARE虎騒ぎ』にも出演していた小縣裕介）以外の家族の事情から、先輩に当たるスポーツアナウンサーの伊藤史隆が急遽代演。13時の時報明けに放送された「私も増田です」（増田英彦が当番組を開始するまでパーソナリティを務めていた『よなよな…』火曜分から引き継がれた投稿コーナー）には、『よなよな…』火曜分最終アシスタントの増田紗織（伊藤・小縣・武田の後輩アナウンサー）も進行役として参加した。
  - 休演する場合には、以下のように、後輩のアナウンサーを代役を立てている。
    - 2022年の7月下旬に所轄の保健所から「新型コロナウイルスへ感染した近親者との濃厚接触」が確認されたため、同月最後の放送（28日放送分）には、塚本麻里衣（武田の後輩・増田紗織の先輩アナウンサー）が急遽全編に出演。塚本が『よなよな…』の火曜日で（増田紗織より前に）増田英彦のアシスタントを務めていたことから、オープニングのタイトルコールでは、『よなよな…』時代のコール（「増田英彦と塚本麻里衣の『よなよな…』」）を特別に復活させていた。
    - 塚本は『よなよな…』の出演期間中に、秋山賢太（アキナ）と結婚。後に第1子を懐妊したことから、『よなよな…』のアシスタントを増田紗織に任せたうえで産前産後休暇に入っていた。第1子の出産を経て2022年5月9日にアナウンサーとしての活動を再開してからは、番組内の「ABCニュース」や一部コーナーにも随時出演（詳細後述）。
    - 2022年の11月下旬には、当番組の開始前から抱えている持病（椎間板ヘルニア）が再発したことに伴って、1ヶ月近い静養を余儀なくされた。このような事情から、静養の期間中には以下のアナウンサーが代演している。
      - 11月24日・12月1日：鷲尾千尋（代演の時点では「ABCパワフルアフタヌーン」火曜枠『ミルクボーイの火曜日やないか!』のパートナー）
      - 12月8日・12月15日：塚本麻里衣（代演の時点では『きっちり!まったり!桂吉弥です』のパートナー）

    - 2023年4月13日には、新型コロナウイルスの感染に起因しない発熱で朝日放送テレビから出勤停止の措置を講じられたことに伴って、塚本がパートナーを代行した。

  - 2023年10月4日からは、当番組への出演と並行しながら、水曜日に『newsおかえり』（朝日放送テレビにおける『ten.』の裏番組）でMCを務めている。

## 放送時刻
- 毎週木曜日 12:00 - 15:00（フルバージョン）
  - 木曜日が祝日で阪神タイガースのデーゲームが14:00から組まれている場合には、朝日放送ラジオが『ABCフレッシュアップベースボール』として当該試合を13:55から中継する関係で、当番組の放送を13:55で切り上げている（「ABCパワフルアフタヌーン」枠の他番組と共通の措置）。
  - 毎年8月上 - 中旬の全国高等学校野球選手権大会中継の期間中には、木曜日が大会の休養日に設定されていて、雨天順延分の試合も組み込まれないことが確定した場合にのみ当番組をフルバージョンで生放送。ただし、2024年の第106回全国高等学校野球選手権大会期間中は、第2日に当たる8月8日（木曜日）の13:30 - 15:00に短縮生放送を実施した。この大会から熱中症対策の一環で導入された「朝夕2部制」の適用日（2024年は第1日からの3日間）において、「午前の部」最後の試合の終了から「夕方の部」最初の試合の開始までに3時間30分の間隔（インターバル）が設けられたことに伴う措置で、朝日放送ラジオでは当日に「午前の部」（全2試合）を13:20まで中継していた。ちなみに当番組では、「午前の部」の試合を阪神甲子園球場で観戦していた「高校野球大好き芸人」（松竹芸能所属）のかみじょうたけし（増田英彦の実父と同じ淡路島の出身）が、「高校野球ハンター」と銘打って一部のコーナーにゲストで出演。
  - 阪神の18年振りセントラル・リーグ優勝とオリックス・バファローズのパシフィック・リーグ3連覇を受けての「兵庫・大阪連携『阪神タイガース、オリックス・バファローズ優勝記念パレード』」が大阪市内と神戸市内で開催された2023年11月23日（勤労感謝の日）には、阪神による大阪市内（御堂筋）でのパレードが当番組の放送中（14時台の後半）に始まることが予定されていたため、高野純一（朝日放送テレビのスポーツアナウンサー）による出発地点（淀屋橋）からの電話リポートを14:30頃に挿入した。ちなみに増田は、当日の午前中に読売テレビの本社スタジオ（大阪市城東区城見）から『ten.特別編 パレード生中継!お疲れ生スペシャル』へ出演した後に、御堂筋と直交するルートで朝日放送ラジオの本社スタジオまで移動。
  - 2024年6月27日には、朝日放送グループ東京オフィス内のラジオスタジオを、「ABCニュース」と「ABC交通情報」を除く時間帯の生放送に使用した。2023年度（第49回）のアノンシスト賞で「ラジオ・フリートーク部門」の優秀賞に選ばれていた武田が、当日に東京のTBS放送センターで開かれる授賞式へ参加することに伴う措置で、前日（26日）に『ten.』のロケとスタジオ出演で来阪していた増田もこの生放送に備えて同番組の本番後に帰京していた。

## タイムテーブル
「　」内は放送で使われているコーナーのタイトル、◎は「ABCパワフルアフタヌーン」枠の共通コーナーで、公式サイトやABCラジオ全体のタイムテーブルに準拠。生放送番組のため、コーナーの放送時間を変更したり、コーナーを休止したりすることがある。また、増田／武田が休演する日の放送では、以下に記す「増田」「武田」の役割を代演者が担当。

### 12時台
- 12:00　オープニング

『光と影の季節』を流しながら、タイトルコールに続いて、増田と武田が直近の身の上話などを語り合う。
2023年における最終回（12月28日放送分）までは、クロストークが一段落したところで、スポットCMをはさんで、「リスナーにこんなん聞きました!」（14時の時報明けに放送するコーナー）向けに募集するメッセージのテーマを発表。13時台に討論企画（「ルールをちょっと変えまSHOW!」→「コレちょっと　どないかならんのかい!」）を放送していた2022年8月4日までは、このテーマを上記企画のテーマと関連させていた。
- 12:20　「ABCニュース」◎

武田以外の朝日放送テレビアナウンサーが、シフト勤務で担当。
- 12:25　「ニュースハンター!あの人こんなん言うてました」

放送上のタイトルは「あの人こんなん言うてました」。放送の前日から報じられているニュースから3項目を、そのニュースに対して、当事者や著名人がテレビ番組や他のラジオ番組で披露したコメントと合わせて紹介している。
武田がニュースの概要を伝えた後に、「このニュースに、あの人がこんなん言うてました（こんなことを言っていました）」というフレーズをはさんで、増田が「あの人」（当事者や著名人）のコメントと自身の見解を披露することが特徴。「著名人」のコメントについては、岡田圭右、増田と親交の深い芸人・タレント、増田と他の番組で共演した経験のある有識者・専門家のコメントを引用することが多い。
- 12:45　通信販売などのインフォマーシャル
- 12:50　「ABC交通情報」◎
- 12:53　リスナーからのメッセージ紹介

### 13時台
- 13:00　「令和の子昭和の子」（2023年2月2日から放送）

増田英彦・武田が産まれた昭和時代と、当番組が放送されている令和時代で子どもの気質が大きく変化していることに着目したリスナー投稿企画。リスナーには、週替わりで提示する「お題」に対して、「令和の子」と「昭和の子」が反応しそうなことを「2段落ちのネタ」に仕立てることを求めている。なお、コーナーの最後には、紹介したネタから増田の独断で「令和の子昭和の子大賞」を選出。増田が出演できない場合には、直近の放送で取り上げていた「ネタ」を武田が改めて紹介したうえで、代演者に「大賞」を選ばせている。
2023年の7月末からは、このコーナーの放送済み音源を、ABCラジオのポッドキャストでも配信。2024年の7月第1週（4日）から9月最終週（26日）までの放送では、ハタヤリミテッド（愛知県名古屋市に本社を置く電気機器・電気用品・電動機器・空圧機器などの販売会社）がこのコーナー限定のスポンサーに付いていた関係で、同社のオリジナル製品である「ボウフラストッパー『出ちゃい缶』」（黒い色を好む蚊の習性を踏まえて水だけで蚊やボウフラの幼虫を駆除できる黒色缶）を「大賞」受賞者へのプレゼントに加えていた。なお、10月の第1週（3日）からは、同社に代わってキンレイが「なべ焼き屋キンレイ」名義で提供。
- 13:15　「ABCニュース」◎
- 13:20　「今週のハンター!」（2022年8月25日から放送）

増田がかねてから敬愛している先輩芸人や、（武田と当日の「ABCニュース」担当者を除く）朝日放送テレビのアナウンサーが、「～ ハンター」と称して週替わりで登場。「ハンター」の人生経験・特技・個性などを踏まえた企画を放送している。
「ロマンスハンター」：パピヨンズちよみ（2022年8月25日から月に1回のペースで出演）
パピヨンズは松竹芸能に所属する女性の漫才コンビ（増田英彦の先輩芸人）で、2019年12月に「ミヤ蝶美・蝶子」から改名。当コーナーへの出演回では当初、リスナーから寄せられた相談に応じる企画を放送していた。もっとも、放送が回を重ねるにつれて、ちよみ（旧名：ミヤ蝶美）が個人的に取り組んでいる「婚活」の報告へ移行している。
2024年に入ってからは、ちよみとの交際を希望する独身の男性リスナーとの「公開お見合い企画」を始動。5月20日には、応募者からちよみの強い希望で選ばれた1人が電話で出演する方式での「お見合い」が、このコーナーの生放送で実現した。ちよみは翌週（9日）にも当コーナーへ出演したが、本人曰く「お見合い相手の男性と放送後に（自身が兵庫県川西市内で週末に営んでいる喫茶店の）『ちよみカフェ』で初めて対面したところ、この男性の意気が、店内で同席していた自分のマネジャーと合ってしまった」とのことで、企画の中断を余儀なくされている。
ちよみの相方・ちよこ（旧名：ミヤ蝶子）は2024年12月5日放送分にて当コーナーに初出演。
「お笑いハンター」：西川のりお（2022年9月1日から月に1回のペースで出演）
話芸に対する後輩芸人の姿勢や（朝日放送テレビを含む）在阪の放送局が主催する「お笑い賞レース」のあり方などについて、のりおが私見を披露する企画。この企画でのりおが語った内容や、増田とのやり取りの一部をまとめた記事が、本番の直後にスポーツ紙などのサイトから配信されることも多い。当初は放送日直近のメディアにおける報道に物申すことを想定していて、2023年3月までは「メディアハンター」という肩書で登場していた。
のりおが出演しない週に、増田が所属する松竹芸能から、のりおと同等の芸歴を持つ横山ひろし（横山たかしが2019年に逝去するまでは「横山たかし・ひろし」として活動）を招くことがある。その場合には、吉本興業に所属するのりおと区別すべく、ひろしに「松竹お笑いハンター」という肩書を付けている。
「アナウンスハンター」：朝日放送テレビの現職アナウンサー（2022年9月8日から出演）
「アナウンスハンター」の第1号は上田剛彦（2024年6月1日付で朝日放送テレビのイベント事業部へ異動）。2023年4月6日には、CBCテレビ（TBSテレビ系列の準基幹局）の番組を通じて増田と親交のある大石邦彦（同局のアナウンサー）が、担当番組（平日で『かんさい情報ネットten.』と同じ時間帯に中京ローカルで放送されている『チャント!』）の本番前に電話で出演した。
2023年1月26日からは、かつて「茶屋町」（に本社のある毎日放送）のアナウンサーだった子守康範（株式会社アンテリジャンの社長でフリーアナウンサー・YouTuber）も、「茶屋町ハンター」という肩書でスタジオに随時登場。青山繁晴（自由民主党所属の参議院議員）の出演が告知されていた2024年10月3日にも、青山が石破内閣の成立（同月1日）などを背景に出演を急遽見合わせたことを受けて、「茶屋町ハンター」を名乗らずに登場していた。
塚本がパートナーを代行していた2023年4月13日からは、かつての先輩アナウンサーだった喜多ゆかり（朝日放送テレビ東京オフィスの広報部員）が、本来の業務（東京オフィスで制作している番組や本社で制作する全国ネット番組）を兼ねた「ABCテレビのPRハンター」として東京オフィスから電話で出演することも相次いでいる。
放送週によっては、上記以外の人物も「～ ハンター」と称してゲストに招くことがある。東京からの生放送だった2024年6月27日には、毎週金曜日に『ゴゴスマ』（CBCテレビ本社スタジオからの生放送番組）で増田と共演している河合郁人を、「コメンテーターハンター」という肩書で当コーナーに迎えている。
- 13:45 　インフォマーシャル（武田が単独で担当）
- 13:50　「ABC交通情報」
- 13:53　リスナーからのメッセージ紹介

### 14時台
- 14:00　「リスナーにこんなん聞きました!」

オープニングパートの最後に発表したテーマに沿って、リスナーから寄せられたメッセージの一部を紹介。2024年に入ってからは、「令和の子　昭和の子」で取り上げた投稿ネタを基に、増田が次回のテーマを決めることが相次いでいる。
2022年5月12日には、当番組のスタジオに設けられているニッポン放送（朝日放送ラジオが加盟しているNRNの幹事局）への直通電話を介して、『ナイツのザ・ラジオショー』（ニッポン放送が毎週月 - 木曜日の13:00 - 15:30に放送している関東ローカル向けの生ワイド番組）との同時生放送をこの時間帯に実施した。増田が3日前（5月9日）に『ザ・ラジオショー』の「ザ・ゲストショー」（当該時間帯に編成されているゲストとのトークコーナー）へ招かれた際に、パーソナリティの1人である塙宣之（ナイツ）から「放送の地域や曜日が違うとはいえ、裏番組に出ても良いのか?」との疑問を呈されたことや、相方の岡田が当日の「ザ・ゲストショー」へ登場することが決まっていたことによる。
『ザ・ラジオショー』では、「ザ・ゲストショー」の前半を当番組との同時生放送に充当。岡田と塙に加えて、土屋伸之（塙の相方でもう1人のパーソナリティ）も出演した。増田自身も、2023年12月25日（月曜日：朝日放送テレビの主催で塙が審査員に名を連ねていたM-1グランプリ2023決勝の翌日）放送分のオープニング直後（13時台）から、14時台の前半までゲストにに招かれている。
2023年からは、阪神タイガースに選手や指導者として在籍していた野球解説者（掛布や矢野燿大など）を、このコーナーからゲストに迎えることがある。その場合には、ゲストに対する阪神関連の質問をリスナーから受け付けたうえで、寄せられた質問の一部を増田や武田がゲストに投げ掛けている。
- 14:15　「はぴねすくらぶラジオショッピング」◎

はぴねすくらぶの社員が、福岡市内の本社から電話で出演。ABCのスタジオからは、増田と武田が揃って対応している。取り扱う商品の紹介を浅岡栄嗣や若松明（はぴねすくらぶの社員キャスター）が定期的に担当していることから、増田が2人に似せた口調で（他の社員を含めた）担当者に挨拶することが特徴。
- 14:20　「ABCニュース」◎
- 14:25　阪神タイガース関連の情報・企画ゾーン

ABCラジオや毎日放送（現在のMBSラジオ）における増田のレギュラー番組（当番組の放送開始直前までは『よなよな…』の火曜日）で代々放送してきた投稿企画に充当。2022・2023年度には基本として、プロ野球のレギュラーシーズン中に「虎耳アワー」、オフシーズン中に「エンタの代打の神様」を放送している。
「虎耳アワー」は、『タモリ倶楽部』（テレビ朝日が2023年4月2日の未明まで放送していた深夜番組→朝日放送テレビでは2ヶ月の遅れネットを同年6月8日の未明まで実施）内の「空耳アワー」に範を得た阪神関連の替え歌企画で、リスナーに対して「あの歌が阪神ファンにはこう聞こえる」というお題を週替わりで提示。そのお題に対して寄せられた投稿の一部を、増田が熱唱する。ちなみに、オープニングとエンディングには、「空耳アワー」に似せたタイトルコールの収録音源を放送。
「エンタの代打の神様」は、『エンタの神様』（日本テレビの制作で関西地方では読売テレビが同時ネット）への出演で一世を風靡した芸人（通称『エンタ芸人』）に言わせたい「阪神ネタ」を紹介する企画。リスナーから寄せられたネタを、「エンタ芸人」に代わって増田が披露することを想定している。ただし、女性芸人のギャグ（だいたひかるの「どーでもいーいですよー」など）を「お題」に据える場合には、増田ではなく武田がネタを代読。
「第1期」（2023年2月2日 - 3月30日）を例に取れば、「第1クール」（2023年の2月中および3月2日）にコウメ太夫、「第2クール」（3月9日）にはダンディ坂野、「第3クール」（3月16日・23日）にはスギちゃん、「最終クール」（パシフィック・リーグのレギュラーシーズン開幕日である3月30日）にはだいたひかるのギャグをテーマに設定。「第1クール」の最終日には、前週までの放送で増田が『最優秀賞』に選んだネタを、阪神タイガースどころか日本のプロ野球事情に疎いコウメ太夫に電話で改めて披露させていた。
「第2期」に当たる2024年2月8日放送分には、「第1期」のコウメ太夫と同じパターンで、テツandトモが電話で出演していた。ところが、出演中に放送向け音声のトラブル（トモが演奏していたギターの音色をスタジオ側の「ノイズキャンセラー」が「ノイズ」と認識したことに起因する不具合）が発生したため、テツandトモが電話で披露していた「阪神なんでだろう?」をラジオや「radiko」での聴取に耐えられるレベルの音質で流せなかった。この事態を受けて、テツandトモは「阪神なんでだろう?」を本番後にトモのギター演奏付きで自発的に録音。当番組では、次のクール（テーマはにしおかすみこのギャグ）の開始を当初の予定から1週遅らせる代わりに、テツandトモから届けられた録音済みの音源を翌週（15日）に流すことをもって「阪神なんでだろう?」を完結させた。
阪神OBの野球解説者を「リスナーにこんなん聞きました!」のゲストに迎えた日には、ゲストがこのゾーンにも出演。その場合には、ゲストの世代・経歴・キャラクターに合わせた「ネタ」の投稿をリスナーに呼び掛けたうえで、寄せられた「ネタ」からゲストの独断で「大賞」を決めている。
2022年3月から8月4日までは、上記の投稿企画の前に「1分でわかるタイガースニュース」を放送。2000年代の初頭に阪神ホームゲームのテレビ中継でベンチリポートを任されていた武田が、『六甲おろし』のカラオケバージョンをBGMに、阪神関連のトピックスから2項目を伝えていた。ABCラジオが『ABCフレッシュアップベースボール』として阪神のナイトゲーム中継を予定している日には、中継カードの予告先発投手と中継に出演する実況アナウンサー・解説者も紹介していたが、レギュラーシーズン終盤の8月25日以降はこのゾーンの放送内容を投稿企画に一本化。阪神関連のトピックについては、「ニュースハンター!あの人こんなん言うてました」で引き続き取り上げている。なお、朝日放送テレビの野球解説者だった岡田彰布が阪神の一軍監督へ復帰した2023年以降の「あの人こんなん言うてました」では、武田が阪神関連のトピックを岡田のコメントと合わせて最後に紹介。
2024年3月7日からは、このゾーンの投稿企画も、放送後にABCラジオのポッドキャストで配信。9月26日までは、「タイガース商店街をつくろう」（阪神に関連する人物・エピソードや小縣にちなんだ架空の商店の営業計画を「商店街会長」の増田英彦と「副会長」の武田が審議する企画）を放送していた。この企画が「（増田に採用された計画案を反映した）『タイガース商店街マップ』の製作」に発展したことを受けて、10月3日からは「虎耳アワー」の放送を再開。
- 14:40　リスナーからのメッセージ紹介
- 14:45　武田が単独で伝えるインフォマーシャル
- 13:50　「ABC交通情報」
- 14:50　「ABC天気予報」◎
  - 2022年3月22日までは吉田裕一（気象予報士）をスタジオに迎えていたが、翌週（3月29日放送分）以降は、気象予報士の作成した原稿を武田が読むだけにとどめている。
- 14:53　エンディング
  - 2024年の初回（1月11日放送分）からは、次回の「リスナーにこんなん聞きました!」で取り上げるテーマを告知している。
- 14:59　番組終了

#### 過去（2023年3月まで）に放送された主なコーナー・企画
- 13時台前半（13時の時報明け）
  - 「みんなもつらいよ!」（番組の開始当初から2022年3月22日まで放送）
    - リスナーが直近の1週間に遭遇した辛い出来事をテーマに、投稿を受け付けるコーナー。寄せられた投稿から一部を紹介したうえで、増田の独断によって「つらいよ大賞」を毎週選出していた。

  - 「私も増田です」（2022年3月29日から2023年1月19日まで放送）
    - 増田が公の場で露呈させている本性（「神経質過ぎる」「潔癖過ぎる」「人前で熱弁を振るい過ぎる」「『北の国から』シリーズが好き過ぎる」など）が自分の行動や生活にも現れていることを、リスナーが投稿を通じて告白するコーナー。「みんなもつらいよ!」に続いて、コーナーの最後に「大賞」を選んでいた。
    - 『よなよな…』の火曜日でも増田英彦と増田紗織が揃って出演していた時期に放送されていて、「私も増田です」という文言から書き出すことを、当時から投稿の条件に定めていた。武田がオープニングの口上を述べる場合に、前述した本性に続いて、当日12時台のトークで垣間見えた増田の性格にちなんだフレーズを付け加えていたことが特徴。
- 13時台中盤（『ABCニュース』直後の時間帯）
  - 「ルールをちょっと変えまSHOW!」（番組開始から2022年3月22日まで放送）
    - 日本全体や国内の地域に導入して欲しい「ルール」（法案や条例）をリスナーから募集したうえで、毎週1つの「ルール」をテーマに、増田と専門家・有識者（主に増田と面識のある人物）を交えながら「ルール」の是非を議論していた。
    - 朝日放送ラジオにとって（旧朝日放送からの）開局70年目に当たる2021年11月11日は木曜日であったことから、「ABCラジオ開局70周年記念日特別企画～あなたと私でプラチナ婚式～」（当日に放送されていた自社制作・通年編成の生ワイド6番組共通企画）の一環で、「ABCラジオ　おもしろタイトル史」をこの時間帯から14時台の前半まで2部構成で放送。70年間に放送された自社制作番組から、一風変わった番組タイトルの謎を紐解きながら、増田が一リスナーとして接していた番組の秘話を披露していた[7]。

  - 「コレちょっと　どないかならんのかい!」（2022年3月29日から8月4日まで放送）
    - リスナーが「どないかならんのかい（どうにかならないのか）」と感じている法律・制度・慣習・ライフスタイル・体調の変化について、リスナーからの投稿を基に毎回1つのテーマを設定したうえで、そのテーマの解決や改善に向けた方法やアイデアを探っていた。
    - テーマを「子育て」に設定した2022年6月23日放送分では、塚本がアナウンサーながら「子育ての専門家」として出演。塚本が第1子の出産をはさんだ産前産後休暇からの復帰後に、増田英彦と直々に共演することはこの日が初めてであった。
    - 2022年7月7日からは、在阪局が主催する若手・中堅芸人向けのコンテスト（『NHK上方漫才コンテスト』などの「お笑い新人賞レース」）の審査を相次いで任されている増田の希望から、「関西のお笑い新人賞レース、どなんなってんの?」を3週にわたって放送。同日の「1970年代編」には里見まさと（ザ・ぼんち）、14日の「1980年代編」にはちゃらんぽらん冨好、21日（最終回）の「1990年代編」には本多正識（オール阪神・巨人の「座付き作家」として漫才の台本を長らく執筆してきた漫才・放送作家）が「証言ゲスト」として出演した。それ以前の企画にもパピヨンズや西川のりおなどの先輩芸人を「ゲスト」に随時迎えていたことから、第104回全国高等学校野球選手権大会の中継に伴う休止期間をはさんで「今週のハンター!」へリニューアル。
- 14時台前半（14時の時報明け）
  - 「増田はこんな奴です」（番組の開始当初から2022年3月22日まで放送）
    - 「増田に対して真面目なイメージを持っている人に、増田の本性を知っていただく」という名目で、増田が明かしていない本性をリスナーに推察させていた投稿企画。「増田はこんな奴です」という文言から書き出すことを、投稿の条件に定めていた。
- 阪神タイガース関連の投稿企画（14時台の中盤に放送）
  - 「タイガースウイルス研究所」（番組の開始当初）
    - 阪神ファンが日常生活でやってしまいがちな行動を、「阪神ネタ」仕立てで紹介する企画。

  - 「A.R.E.作文」（2023年1月19日・同月26日に放送）
    - 阪神が2023年のチームスローガン「A.R.E.」に込めた真意を、あいうえお作文の要領でリスナーに想像させる企画。

## 特別番組
- 『ますだ阪神VSおかだオリックス　日本シリーズ第8戦』（事前収録で2023年12月31日の20:00 - 22:30に放送）
  - 「ますだ」（増田英彦）がかねてから応援している阪神と、「おかだ」（岡田圭右）が前身の球団（阪急ブレーブス）時代から応援を続けているオリックス・バファローズが2023年の日本シリーズで対戦した末に、第7戦（11月5日）での阪神の勝利（1985年以来38年振りのシリーズ制覇）によって幕を閉じたことを背景に企画された特別番組。「『幻の第8戦』が『ほたるまちスタジアム』（朝日放送ラジオのスタジオ）で大晦日の夜に実現」と銘打って、「ますだ」と「おかだ」が阪神・オリックスの戦い振りを振り返りながら、「阪神の子オリックスの子」（「令和の子昭和の子」から派生したリスナー投稿企画）などを放送した。収録には濱中治（両球団のOBで朝日放送テレビの野球解説者）が「解説」・福井治人（両球団の公式戦中継を数多く実況している同局のスポーツアナウンサー）が「実況」との肩書で同席していたものの、実際に放送された企画には、「『ますだ』と『おかだ』の対決」という趣向が盛り込まれていなかった。
- 『ますだおかだ増田の蚊!ラジオ』（事前収録で2024年8月26日の20:30 - 21:00に「月曜スペシャル」扱いで放送）
  - 「令和の子　昭和の子」のスポンサーにハタヤリミテッドが付いたことがきっかけで、同社が「ボウフラストッパー『出ちゃい缶』」という名義で提供するリスナー投稿型の番組として制作。番組タイトルの『蚊!ラジオ』を、増田の希望で「カラジオ」と読ませていた。また、投稿したネタが放送で採用されたリスナーから、抽選で5名に「出ちゃい缶」を1缶ずつプレゼント。
  - 増田のパートナーには、関西外国語大学での後輩に当たる鷲尾を起用。リスナーには、「出ちゃい缶」で蚊の成虫化を抑えられることにちなんで、「蚊」にまつわるネタ（「2024年度版　こんな蚊はイヤだ!」や「『か』から始まる『蚊川柳』」）の投稿を求めていた。「『か』から始まる『蚊川柳』」については、鷲尾も自作の川柳をエンディングで披露。
- 『ますだおかだ増田の選挙ハンター!』（2024年10月27日の23:00 - 24:30に生放送）
  - 朝日放送ラジオの自社制作による第50回衆議院議員総選挙の開票特別番組で、増田が進行、武田が開票速報などのアナウンスを担当。朝日放送テレビのシニアアナウンサーで、朝日新聞東京本社への出向期間中（2009年6月 - 2010年7月）に政治記者として自由民主党や日本共産党への取材を担当していた堀江政生も、コメンテーターに相当する役割（「選挙ハンター」）で出演している。
- 『ますだ阪神VSおかだオリックス　日本シリーズ第9戦』（事前収録で2024年12月31日の18:00 - 21:00に放送）
  - 前述した『日本シリーズ第8戦』に続く大晦日の特別番組で、野球ネタ全般を対象にリスナーから投稿を受け付ける「野球耳アワー」（「虎耳アワー」からの派生企画で課題曲は『お正月』『一月一日』）などを放送。朝日放送テレビの野球解説者から下柳剛、同局のスポーツアナウンサーから北條瑛祐が出演した。

## スタッフ
- プロデューサー - 上ノ薗公秀[1]